# Eucalyptus cosmophylla
Eucalyptus cosmophylla är en myrtenväxtart som beskrevs av Ferdinand von Mueller. Eucalyptus cosmophylla ingår i släktet Eucalyptus och familjen myrtenväxter. Inga underarter finns listade i Catalogue of Life.